# The Woodstock Experience
The Woodstock Experience je set albumov, ki vsebuje studijske albume in žive posnetke s festivala Woodstock, skupine Santana, Janis Joplin, Jefferson Airplana, Johnnyja Winterja ter skupine Sly and the Family Stone. Vsak set vsebuje studijski album posameznega izvajalca iz leta 1969 ter izvajalčeve posnetke z Woodstocka. Izšli so tako seti vseh izvajalcev skupaj, kot tudi posamično.

## Seznam skladb

### Disk 1:Santana
Vse skladbe so napisali člani skupine, razen, kjer je posebej napisano.
| Št. | Naslov                          | Pisec                                                   | Dolžina |
| --- | ------------------------------- | ------------------------------------------------------- | ------- |
| 1.  | „Waiting‟ (instrumental)        |                                                         | 4:03    |
| 2.  | „Evil Ways‟                     | Clarence "Sonny" Henry                                  | 3:54    |
| 3.  | „Shades of Time‟                | Carlos Santana, Gregg Rolie                             | 3:14    |
| 4.  | „Savor‟ (instrumental)          |                                                         | 2:47    |
| 5.  | „Jingo‟                         | Babatunde Olatunji                                      | 4:21    |
| 6.  | „Persuasion‟                    |                                                         | 2:33    |
| 7.  | „Treat‟ (instrumental)          |                                                         | 4:43    |
| 8.  | „You Just Don't Care‟           |                                                         | 4:34    |
| 9.  | „Soul Sacrifice‟ (instrumental) | Carlos Santana, Gregg Rolie, David Brown, Marcus Malone | 6:37    |

### Disk 2: Santana Live
Vse skladbe so napisali člani skupine, razen, kjer je posebej napisano.
| Št. | Naslov                                | Pisec                      | Dolžina |
| --- | ------------------------------------- | -------------------------- | ------- |
| 1.  | „Waiting‟                             |                            | 4:49    |
| 2.  | „Evil Ways‟                           | Clarence "Sonny" Henry     | 4:00    |
| 3.  | „You Just Don't Care‟                 |                            | 4:46    |
| 4.  | „Savor‟                               |                            | 5:23    |
| 5.  | „Jingo‟                               | Babatunde Olatunji         | 5:31    |
| 6.  | „Persuasion‟                          |                            | 2:52    |
| 7.  | „Soul Sacrifice‟                      |                            | 11:35   |
| 8.  | „Fried Neckbones and Some Home Fries‟ | Willie Bobo, Melvin Lastie | 6:41    |

### Disk 3:I Got Dem Ol' Kozmic Blues Again Mama!
| Št. | Naslov                                 | Pisec                        | Dolžina |
| --- | -------------------------------------- | ---------------------------- | ------- |
| 1.  | „Try (Just a Little Bit Harder)‟       | Jerry Ragovoy, Chip Taylor   | 3:57    |
| 2.  | „Maybe‟                                | Richard Barrett              | 3:41    |
| 3.  | „One Good Man‟                         | Janis Joplin                 | 4:12    |
| 4.  | „As Good As You've Been to This World‟ | Nick Gravenites              | 5:27    |
| 5.  | „To Love Somebody‟                     | Barry Gibb, Robin Gibb       | 5:14    |
| 6.  | „Kozmic Blues‟                         | Joplin, Gabriel Mekler       | 4:24    |
| 7.  | „Little Girl Blue‟                     | Lorenz Hart, Richard Rodgers | 3:51    |
| 8.  | „Work Me, Lord‟                        | Nick Gravenites              | 6:45    |

### Disk 4: Janis Joplin Live
| Št. | Naslov                                 | Pisec                                       | Dolžina |
| --- | -------------------------------------- | ------------------------------------------- | ------- |
| 1.  | „Raise Your Hand‟                      | Eddie Floyd, Steve Cropper, Alvertis Isbell | 5:31    |
| 2.  | „As Good as You've Been to This World‟ | Nick Gravenites                             | 6:25    |
| 3.  | „To Love Somebody‟                     | Barry Gibb, Robin Gibb                      | 5:16    |
| 4.  | „Summertime‟                           | George Gershwin                             | 5:05    |
| 5.  | „Try (Just a Little Bit Harder)‟       | Jerry Ragovoy, Chip Taylor                  | 5:13    |
| 6.  | „Kozmic Blues‟                         | Janis Joplin, Gabriel Mekler                | 4:56    |
| 7.  | „Can't Turn You Loose‟                 | Otis Redding                                | 4:25    |
| 8.  | „Work Me, Lord‟                        | Gravenites                                  | 8:42    |
| 9.  | „Piece of My Heart‟                    | Ragovoy, Bert Berns                         | 4:57    |
| 10. | „Ball and Chain‟                       | Big Mama Thornton                           | 7:42    |

### Disk 5:Stand!
Vse skladbe je napisal Sylvester Stewart.
| Št. | Naslov                         | Dolžina |
| --- | ------------------------------ | ------- |
| 1.  | „Stand!‟                       | 3:08    |
| 2.  | „Don't Call Me Nigger, Whitey‟ | 5:58    |
| 3.  | „I Want to Take You Higher‟    | 5:22    |
| 4.  | „Somebody's Watching You‟      | 3:20    |
| 5.  | „Sing a Simple Song‟           | 3:56    |
| 6.  | „Everyday People‟              | 2:21    |
| 7.  | „Sex Machine‟                  | 13:45   |
| 8.  | „You Can Make It If You Try‟   | 3:37    |

### Disk 6: Sly & the Family Stone Live
Vse skladbe je napisal Sylvester Stewart.
| Št. | Naslov                       | Dolžina |
| --- | ---------------------------- | ------- |
| 1.  | „M'Lady‟                     | 7:46    |
| 2.  | „Sing a Simple Song‟         | 5:13    |
| 3.  | „You Can Make It If You Try‟ | 5:36    |
| 4.  | „Everyday People‟            | 3:15    |
| 5.  | „Dance to the Music‟         | 4:28    |
| 6.  | „Music Lover / Higher‟       | 7:50    |
| 7.  | „I Want to Take You Higher‟  | 6:43    |
| 8.  | „Love City‟                  | 6:04    |
| 9.  | „Stand!‟                     | 3:20    |

### Disk 7:Volunteers
| Št. | Naslov                   | Pisec                                 | Dolžina |
| --- | ------------------------ | ------------------------------------- | ------- |
| 1.  | „We Can Be Together‟     | Paul Kantner                          | 5:48    |
| 2.  | „Good Shepherd‟          | trad., arr. Jorma Kaukonen            | 4:21    |
| 3.  | „The Farm‟               | Kantner, Gary Blackman                | 3:15    |
| 4.  | „Hey Fredrick‟           | Grace Slick                           | 8:26    |
| 5.  | „Turn My Life Down‟      | Kaukonen                              | 2:54    |
| 6.  | „Wooden Ships‟           | David Crosby, Kantner, Stephen Stills | 6:24    |
| 7.  | „Eskimo Blue Day‟        | Slick, Kantner                        | 6:31    |
| 8.  | „A Song for All Seasons‟ | Spencer Dryden                        | 3:28    |
| 9.  | „Meadowland‟             | Lev Knipper                           | 1:04    |
| 10. | „Volunteers‟             | Marty Balin, Kantner                  | 2:08    |

### Disk 8: Jefferson Airplane Live
| Št. | Naslov                               | Pisec                                   | Dolžina |
| --- | ------------------------------------ | --------------------------------------- | ------- |
| 1.  | „Introduction‟                       | /                                       | 0:23    |
| 2.  | „The Other Side of This Life‟        | Fred Neil                               | 8:18    |
| 3.  | „Somebody to Love‟                   | Darby Slick                             | 4:31    |
| 4.  | „3/5 of a Mile in 10 Seconds‟        | Marty Balin                             | 5:30    |
| 5.  | „Won't You Try / Saturday Afternoon‟ | Paul Kantner                            | 5:06    |
| 6.  | „Eskimo Blue Day‟                    | Grace Slick, Kantner                    | 6:55    |
| 7.  | „Plastic Fantastic Lover‟            | Balin                                   | 4:35    |
| 8.  | „Wooden Ships‟                       | David Crosby, Kantner, Stephen Stills   | 21:25   |
| 9.  | „Uncle Sam Blues‟                    | trad., arr. Jorma Kaukonen, Jack Casady | 6:12    |
| 10. | „Volunteers‟                         | Balin, Kantner                          | 3:16    |
| 11. | „The Ballad of You & Me & Pooneil"‟  | Kantner                                 | 15:29   |
| 12. | „Come Back Baby‟                     | trad., arr. Kaukonen                    | 6:05    |
| 13. | „White Rabbit‟                       | G. Slick                                | 2:27    |
| 14. | „The House at Pooneil Corners‟       | Balin, Kantner                          | 9:17    |

### Disk 9:Johnny Winter
| Št. | Naslov                            | Pisec                         | Dolžina |
| --- | --------------------------------- | ----------------------------- | ------- |
| 1.  | „I'm Yours & I'm Hers‟            | Johnny Winter                 | 4:33    |
| 2.  | „Be Careful with a Fool‟          | Joe Josea, B. B. King         | 5:17    |
| 3.  | „Dallas‟                          | Johnny Winter                 | 2:48    |
| 4.  | „Mean Mistreater‟                 | James Gordon                  | 3:54    |
| 5.  | „Leland Mississippi Blues‟        | Johnny Winter                 | 3:32    |
| 6.  | „Good Morning Little School Girl‟ | Sonny Boy Williamson          | 2:45    |
| 7.  | „When You Got a Good Friend‟      | Robert Johnson                | 3:41    |
| 8.  | „I'll Drown in My Tears‟          | Henry Glover                  | 4:46    |
| 9.  | „Back Door Friend‟                | Lightnin' Hopkins, Stan Lewis | 2:55    |

### Disk 10: Johnny Winter Live
| Št. | Naslov                              | Pisec              | Dolžina |
| --- | ----------------------------------- | ------------------ | ------- |
| 1.  | „Mama, Talk to Your Daughter‟       | J. B. Lenoir       | 5:05    |
| 2.  | „Leland Mississippi Blues‟          | Johnny Winter      | 4:58    |
| 3.  | „Mean Town Blues‟                   | Winter             | 10:54   |
| 4.  | „You Done Lost Your Good Thing Now‟ | B. B. King         | 14:45   |
| 5.  | „I Can't Stand It‟                  | Bo Diddley         | 6:09    |
| 6.  | „Tobacco Road‟                      | John D. Loudermilk | 10:40   |
| 7.  | „Tell the Truth‟                    | Lowman Pauling     | 6:51    |
| 8.  | „Johnny B. Goode‟                   | Chuck Berry        | 5:36    |

## Glasbeniki

### Santana
- Carlos Santana – kitara, vokali
- Gregg Rolie – klaviature, vokali
- David Brown – bas
- Mike Carabello – tolkala
- José "Chepitó" Areas – tolkala, trobenta pri Fried Neckbones and Some Home Fries
- Michael Shrieve – bobni

### Janis Joplin
- Janis Joplin – vokali
- Kozmic Blues Band

### Sly & the Family Stone
- Sly Stone – vokali, klaviature
- Freddie Stone – kitara, vokali
- Larry Graham – bas, vokali
- Rose Stone – klaviature, vokali
- Cynthia Robinson – trobenta, vokali
- Jerry Martini – saksofon
- Greg Errico – bobni

### Jefferson Airplane
- Marty Balin – tolkala, vokali
- Grace Slick – vokali
- Jorma Kaukonen – solo kitara, vokali
- Paul Kantner – ritem kitara, vokali
- Jack Casady – bas
- Spencer Dryden – bobni
- Nicky Hopkins – klavir

### Johnny Winter
- Johnny Winter – kitara, vokali
- Tommy Shannon – bas
- Uncle John Turner – bobni
- Edgar Winter – klaviature, vokali